# Microptilium
Microptilium est un genre de coléoptères de la famille des Ptiliidae selon Catalogue of Life (26 février 2021).